# Canoa/kayak ai Giochi della XXXII Olimpiade - K1 200 metri femminile
La gara di velocità K1 200 metri per Tokyo 2020 si è svolta alla Sea Forest Waterway dal 2 al 3 agosto 2021. Alla competizione hanno preso parte 34 atlete di altrettanti nazioni.

## Regolamento della competizione
La competizione prevede cinque batterie di qualificazione, tre quarti di finale, due semifinali e due finali. I primi due classificati di ogni batteria di qualificazione e i primi due di ogni quarto di finale accedono alle semifinali. I primi quattro classificati accedono alla finale "A", per l'assegnazione delle medaglie. Gli altri partecipanti alle semifinali accedono alla finale "B".

## Programma
| Data                  | Ora (UTC+9) | Turno            |
| --------------------- | ----------- | ---------------- |
| Lunedì 2 agosto 2021  | 9:30        | Batterie         |
| Lunedì 2 agosto 2021  | 12:00       | Quarti di finale |
| Martedì 3 agosto 2021 | 9:30        | Semifinali       |
| Martedì 3 agosto 2021 | '111:37     | Finale           |

## Risultati
| FA | Qualificato in finale A (per le medaglie)     |
| FB | Qualificato in finale B (non per le medaglie) |
| SF | Qualificato alle semifinali                   |
| QF | Qualificato ai quarti di finale               |

### Batterie

#### Batteria 1
| Pos. | Atleta                  | Paese      | Tempo  | Note |
| ---- | ----------------------- | ---------- | ------ | ---- |
| 1    | Emma Jørgensen          | Danimarca  | 41.572 | SF   |
| 2    | Francesca Genzo         | Italia     | 42.198 | SF   |
| 3    | Anamaria Govorčinović   | Croazia    | 42.901 | QF   |
| 4    | Mariia Kichasova-Skoryk | Ucraina    | 44.564 | QF   |
| 5    | Khaoula Sassi           | Tunisia    | 45.101 | QF   |
| 6    | Jade Tierney            | Isole Cook | 48.271 | QF   |
| 7    | Amira Kheris            | Algeria    | 48.306 | QF   |

#### Batteria 2
| Pos. | Atleta              | Paese      | Tempo  | Note |
| ---- | ------------------- | ---------- | ------ | ---- |
| 1    | Dora Lucz           | Ungheria   | 41.098 | SF   |
| 2    | Marta Walczykiewicz | Polonia    | 41.100 | SF   |
| 3    | Linnea Stensils     | Svezia     | 41.109 | QF   |
| 4    | Ma Qing             | Cina       | 42.706 | QF   |
| 5    | Joana Vasconcelos   | Portogallo | 43.059 | QF   |
| 6    | Lea Jamelot         | Francia    | 43.589 | QF   |
| 7    | Samaa Ahmed         | Egitto     | 47.272 | QF   |

#### Batteria 3
| Pos. | Atleta             | Paese         | Tempo  | Note |
| ---- | ------------------ | ------------- | ------ | ---- |
| 1    | Teresa Portela     | Spagna        | 40.812 | SF   |
| 2    | Anna Karasz        | Ungheria      | 41.127 | SF   |
| 3    | Deborah Kerr       | Gran Bretagna | 41.168 | QF   |
| 4    | Helena Wisniewska  | Polonia       | 41.407 | QF   |
| 5    | Andreanne Langlois | Canada        | 41.525 | QF   |
| 6    | Brenda Rojas       | Argentina     | 43.802 | QF   |
| 7    | Anne Cairns        | Samoa         | 46.795 | QF   |

#### Batteria 4
| Pos. | Atleta                  | Paese      | Tempo  | Note |
| ---- | ----------------------- | ---------- | ------ | ---- |
| 1    | Yin Mengdie             | Cina       | 41.688 | SF   |
| 2    | Teresa Portela          | Portogallo | 42.050 | SF   |
| 3    | Vanina Paoletti         | Francia    | 42.334 | QF   |
| 4    | Natal'ja Podol'skaja    | ROC        | 42.845 | QF   |
| 5    | Yuliia Yuriichuk        | Ucraina    | 43.760 | QF   |
| 6    | Sara Corfixsen Milthers | Danimarca  | 43.863 | QF   |
| 7    | Yuka Ono                | Giappone   | 45.251 | QF   |

#### Batteria 5
| Pos. | Atleta                  | Paese         | Tempo  | Note |
| ---- | ----------------------- | ------------- | ------ | ---- |
| 1    | Lisa Carrington         | Nuova Zelanda | 40.715 | SF   |
| 2    | Svetlana Chernigovskaya | ROC           | 41.540 | SF   |
| 3    | Milica Novakovic        | Serbia        | 41.579 | QF   |
| 4    | Emily Lewis             | Gran Bretagna | 42.038 | QF   |
| 5    | Michelle Russell        | Canada        | 42.236 | QF   |
| 6    | Natalya Sergeyeva       | Kazakistan    | 46.657 | QF   |

### Quarti di finale

#### Quarto di finale 1
| Pos. | Atleta                  | Paese      | Tempo  | Note |
| ---- | ----------------------- | ---------- | ------ | ---- |
| 1    | Andreanne Langlois      | Canada     | 41.728 | SF   |
| 2    | Ma Qing                 | Cina       | 42.321 | SF   |
| 3    | Anamaria Govorčinović   | Croazia    | 43.307 |      |
| 4    | Joana Vasconcelos       | Portogallo | 43.379 |      |
| 5    | Sara Corfixsen Milthers | Danimarca  | 43.675 |      |
| 6    | Mariia Kichasova-Skoryk | Ucraina    | 44.247 |      |
| 7    | Samaa Ahmed             | Egitto     | 47.882 |      |
| 8    | Jade Tierney            | Isole Cook | 49.290 |      |

#### Quarto di finale 2
| Pos. | Atleta            | Paese      | Tempo  | Note |
| ---- | ----------------- | ---------- | ------ | ---- |
| 1    | Linnea Stensils   | Svezia     | 41.313 | SF   |
| 2    | Milica Novakovic  | Serbia     | 41.340 | SF   |
| 3    | Helena Wisniewska | Polonia    | 41.559 |      |
| 4    | Lea Jamelot       | Francia    | 43.338 |      |
| 5    | Yuliia Yuriichuk  | Ucraina    | 43.871 |      |
| 6    | Khaoula Sassi     | Tunisia    | 45.809 |      |
| 7    | Natalya Sergeyeva | Kazakistan | 46.736 |      |
| 8    | Anne Cairns       | Samoa      | 47.141 |      |

#### Quarto di finale 3
| Pos. | Atleta               | Paese         | Tempo  | Note |
| ---- | -------------------- | ------------- | ------ | ---- |
| 1    | Deborah Kerr         | Gran Bretagna | 42.742 | SF   |
| 2    | Michelle Russell     | Canada        | 42.940 | SF   |
| 3    | Emily Lewis          | Gran Bretagna | 42.945 |      |
| 4    | Vanina Paoletti      | Francia       | 43.163 |      |
| 5    | Natal'ja Podol'skaja | ROC           | 43.212 |      |
| 6    | Brenda Rojas         | Argentina     | 44.876 |      |
| 7    | Yuka Ono             | Giappone      | 45.610 |      |
| 8    | Amira Kheris         | Algeria       | 49.412 |      |

### Semifinali

#### Semifinale 1
| Pos. | Atleta              | Paese         | Tempo  | Note  |
| ---- | ------------------- | ------------- | ------ | ----- |
| 1    | Lisa Carrington     | Nuova Zelanda | 38.127 | FA OB |
| 2    | Emma Jørgensen      | Danimarca     | 38.457 | FA    |
| 3    | Marta Walczykiewicz | Polonia       | 38.563 | FA    |
| 4    | Teresa Portela      | Spagna        | 38.858 | FA    |
| 4    | Linnea Stensils     | Svezia        | 38.858 | FA    |
| 6    | Teresa Portela      | Portogallo    | 39.301 | FB    |
| 7    | Michelle Russell    | Canada        | 40.224 | FB    |
| 8    | Ma Qing             | Cina          | 40.837 | FB    |

#### Semifinale 2
| Pos. | Atleta                  | Paese         | Tempo  | Note |
| ---- | ----------------------- | ------------- | ------ | ---- |
| 1    | Dora Lucz               | Ungheria      | 39.713 | FA   |
| 2    | Deborah Kerr            | Gran Bretagna | 39.751 | FA   |
| 3    | Andreanne Langlois      | Canada        | 39.952 | FA   |
| 4    | Francesca Genzo         | Italia        | 40.000 | FA   |
| 5    | Yin Mengdie             | Cina          | 40.069 | FB   |
| 6    | Milica Novakovic        | Serbia        | 40.257 | FB   |
| 7    | Svetlana Chernigovskaya | ROC           | 40.433 | FB   |
| 8    | Anna Karasz             | Ungheria      | 40.724 | FB   |

### Finali

#### Finale B
| Pos. | Atleta                  | Paese      | Tempo  | Note |
| ---- | ----------------------- | ---------- | ------ | ---- |
| 10   | Teresa Portela          | Portogallo | 39.562 |      |
| 11   | Svetlana Chernigovskaya | ROC        | 39.977 |      |
| 12   | Yin Mengdie             | Cina       | 40.365 |      |
| 13   | Michelle Russell        | Canada     | 40.527 |      |
| 13   | Milica Novakovic        | Serbia     | 40.527 |      |
| 15   | Ma Qing                 | Cina       | 40.652 |      |
| 16   | Anna Karasz             | Ungheria   | 41.242 |      |

#### Finale A
| Pos. | Atleta              | Paese         | Tempo  | Note |
| ---- | ------------------- | ------------- | ------ | ---- |
|      | Lisa Carrington     | Nuova Zelanda | 38.120 | OB   |
|      | Teresa Portela      | Spagna        | 38.883 |      |
|      | Emma Jørgensen      | Danimarca     | 38.901 |      |
| 4    | Marta Walczykiewicz | Polonia       | 39.170 |      |
| 5    | Linnea Stensils     | Svezia        | 39.287 |      |
| 6    | Dora Lucz           | Ungheria      | 39.442 |      |
| 7    | Francesca Genzo     | Italia        | 40.184 |      |
| 8    | Deborah Kerr        | Gran Bretagna | 40.409 |      |
| 9    | Andreanne Langlois  | Canada        | 40.473 |      |